# 92

## Події
- Консули Рима: Квінт Волузій Сатурнін  та імператор Доміціан

## Померли
- Бань Гу — китайський історик, поет та політик часів династії Пізня Хань.